# Polystichum rigens
Espèce
Synonymes
- Polystichum platychlamys Ching[1]

Polystichum rigens est une espèce de fougères de la famille des Dryopteridaceae.